# Cveto Pavčič
Cveto Pavčič, slovenski športnik, smučarski tekač, atlet, kineziolog * 15. april 1933, Podbrezje, Dolenja vas.
Pavčič je za Jugoslavijo nastopil na Zimskih olimpijskih igrah 1956 v Cortini d'Ampezzo ter na Zimskih olimpijskih igrah 1964 v Innsbrucku.
V Cortini je tekmoval v teku na 15 km in v štafetnem teku 4 x 10 km. Posamično je osvojil 47. mesto, ekipa Jugoslavije pa je končala na 13. mestu.
V Innsbrucku je tekmoval v tekih na 15 in 30 km ter v štafeti 4 x 10 km. Osvojil je 50. mesto v teku na 15 km ter 44. mesto v teku na 30 km. Štafeta je takrat končala na 12. mestu.
Diplomiral (1964) in magistriral (1973) je na Visoki šoli za telesno kulturo v Ljubljani (zdaj Fakulteta za šport), kjer je bil zaposlen od 1966, od 1977 kot višji predavatelj za rokomet. Do leta 1966 je tekmoval v različnih športnih (v atletiki je bil slovenski rekorder v teku na 3000 m).

## Nagrade
- Bloudkova nagrada (1987) - za tekmovalne dosežke in strokovno ter organizacijsko delo v športu